# Dichagyris melanuroides
Dichagyris melanuroides là một loài bướm đêm thuộc họ Noctuidae. Loài này phân bố ở Cận Đông và Trung Đông, from Kirghizia, Uzbekistan, Tajikistan to Afghanistan, phía bắc Pakistan, phía bắc Ấn Độ và Iran.
Con trưởng thành bay vào tháng 7. Có một lứa một năm.